# Xian de Yi (Liaoning)
Pour les articles homonymes, voir Yi.
Le xian de Yi (义县 ; pinyin : Yì Xiàn) est un district administratif de la province du Liaoning en Chine. Il est placé sous la juridiction de la ville-préfecture de Jinzhou.

## Démographie
La population du district était de 444 625 habitants en 1999.